# غرهام سكينر
غرهام سكينر (بالإنجليزية: Grahame Skinner)‏ هو مغني وكاتب أغاني بريطاني، ولد في 26 أبريل 1962.

## وصلات خارجية
- غرهام سكينر على موقع ميوزك برينز (الإنجليزية)
- غرهام سكينر على موقع ديسكوغز (الإنجليزية)